# Establiments Francesos del Golf de Guinea
Els Establiments Francesos del Golf de Guinea foren un domini colonial francès a l'Àfrica Occidental.

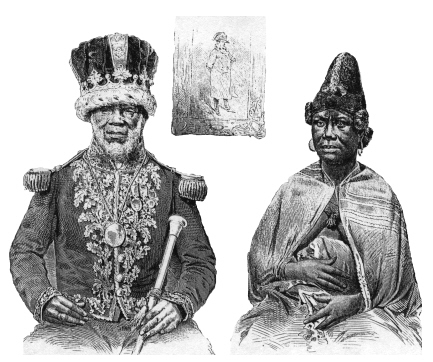
Rapontchombo conegut com el "Rei Denis" i la seva dona

El tractat signat entre Louis-Édouard Bouet i el rei mpongwe Denis Rapontchombo, conegut com "el rei Denis", el 9 de febrer de 1839, marca el inici de la penetració francesa al territori que avui dia es Gabon; aleshores es va crear una posició militar a l'estuari del riu Komo i junt amb altres factories de la zona es va dir Establiments Francesos del Golf de Guinea. El governador fou Louis Édouard Bouët (nascut el 1808 i mort el 1871; des de 1844 va modificar el seu cognom a Bouët-Willaumez).
L'11 de juny de 1843 les factories i forts de la zona del Golf de Guinea van rebre una administració particular sota el nom d'Establiments Francesos del Gabon.